# Erlenmeyerkolbe
En Erlenmeyerkolbe (også kaldet en konisk kolbe) er en glasbeholder som benyttes i kemilaboratorier. Den nederste del af kolben er konusformet, mens den øverste del, halsen, har form som en cylinder. Kolben er typisk gradueret for at markere indholdets rumfang. Den er opkaldt efter den tyske kemiker Richard Erlenmeyer, som opfandt den i 1861.
I modsætning til et bægerglas kan en erlenmeyerkolbe nemt lukkes til ved at sætte en gummiprop i halsen. Den koniske form betyder at kolben nemt kan rystes så indholdet bliver hvirvlet rundt uden at der spildes. Den smalle hals betyder også at der er mindre fordampningstab end ved brug af et bægerglas. Kolben kan, i modsætning til en rundbundet kolbe stå på et bord uden at vælte pga. den flade bund.
Erlenmeyerkolben bruges ofte ved opvarmning af stoffer over en bunsenbrænder eller på en kogeplade. Ved langvarig opvarmning er det dog ofte bedre at bruge en rundbundet kolbe. Erlenmeyerkolber bruges bl.a. til titrering, og i mikrobiologi til fremstilling af bakteriekulturer.
Ved opvarmning i et vand- eller oliebad holdes kolben fast med en klemme rundt om halsen. Hvis en bunsenbrænder benyttes, er det normalt at stille kolben på en metalholder der sørger for at der er afstand til bunsenbrænderens flamme.